# Dulacia crassa
Dulacia crassa là một loài thực vật có hoa trong họ Olacaceae. Loài này được (Monach.) Sleumer mô tả khoa học đầu tiên năm 1984.